# Heckeraufstand

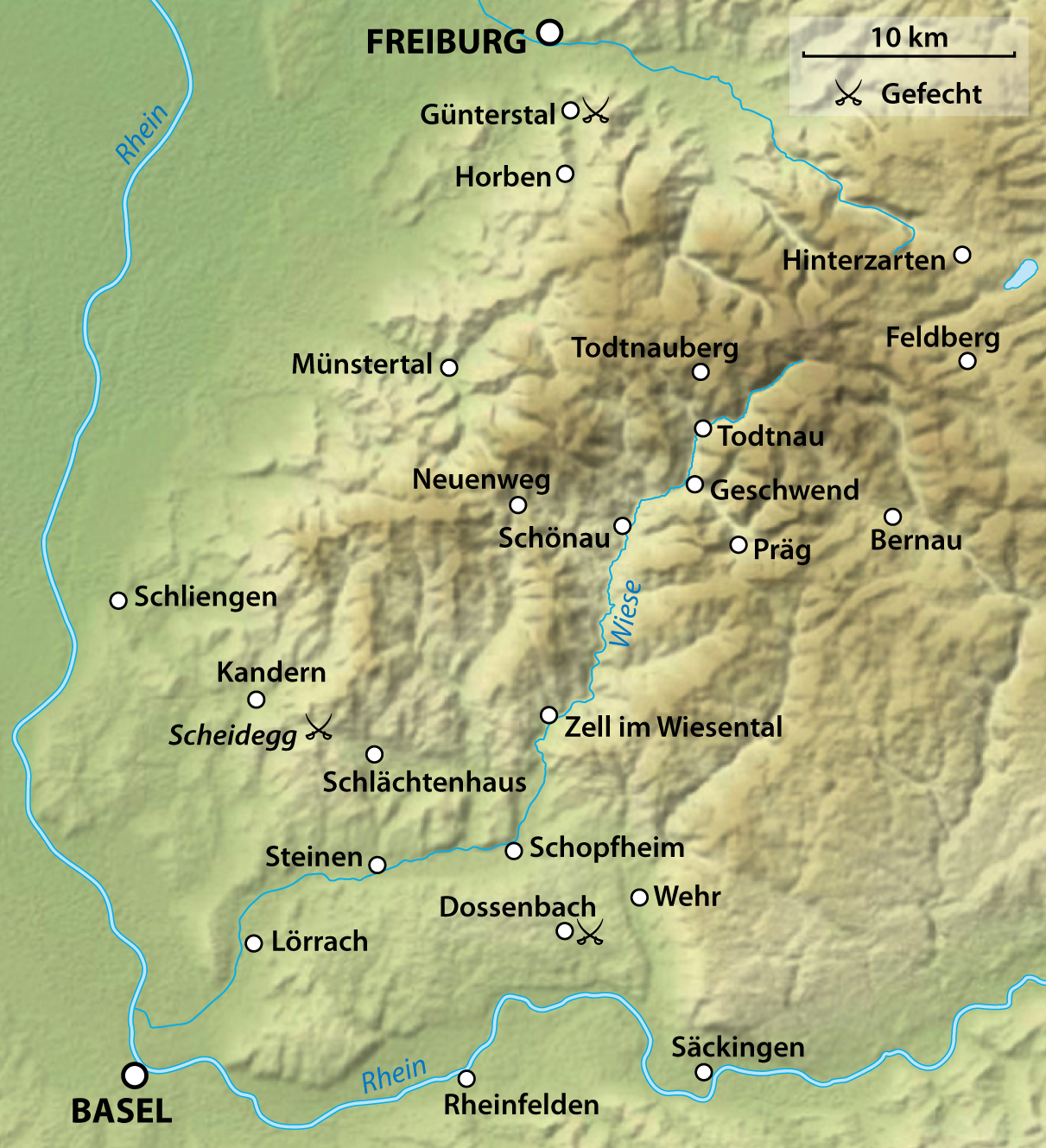
Karte des von den Aufständen betroffenen Gebietes.

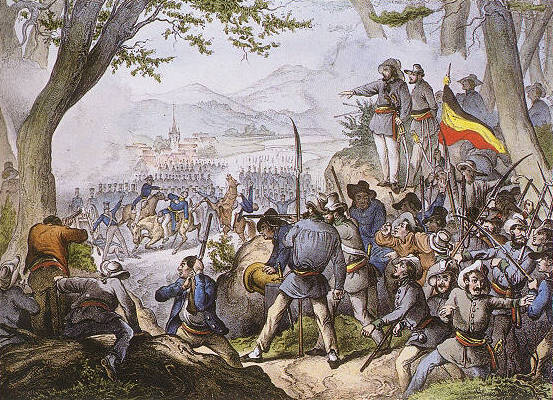
Tod des Generals von Gagern in der „Gefecht auf der Scheideck“ (bei Kandern), die den Heckerzug beendete.

Als Heckeraufstand bezeichnet man den Versuch der badischen Revolutionsführer Friedrich Hecker, Gustav Struve und mehrerer anderer Radikaldemokraten, im April 1848 im Großherzogtum Baden die Ziele der Märzrevolution durchzusetzen, die Monarchie zu stürzen und eine Republik zu errichten. In der Hauptaktion des Aufstands, dem sogenannten Heckerzug, zog eine Freischar von mehreren hundert Bewaffneten unter Heckers Führung von Konstanz in Richtung Karlsruhe, um dort gemeinsam mit weiteren Freischaren die Regierung zu stürzen. Heckers Gruppe wurde jedoch bereits vor dem Zusammenschluss von Truppen des Deutschen Bundes im Gefecht auf der Scheideck militärisch gestoppt. Der gescheiterte Heckeraufstand war der erste große Aufstand der Badischen Revolution und wurde, wie auch sein Anführer, zu einem politischen Mythos.

## Vorgeschichte
Im Großherzogtum Baden, das schon über eine relativ liberale Verfassung unter dem als politisch gemäßigt geltenden Großherzog Leopold verfügte, hatten radikaldemokratische Ideen starken Zulauf. Der Einfluss der französischen Februarrevolution, bei der wenige Wochen zuvor die Zweite Republik ausgerufen worden wurde, war hier mit am stärksten.
Benannt ist der Heckeraufstand nach seinem Anführer, dem damals 36-jährigen Friedrich Hecker, Advokat in Mannheim, der bereits in den Jahren vor 1848 als Wortführer der liberal-demokratischen Opposition in der Badischen Zweiten Kammer aufgetreten war.
Hecker, Georg Herwegh und Gustav Struve waren namhafte Vertreter der Linken im nordbadischen Raum. In den Vorparlamenten der Märzrevolution waren sie jedoch mit ihren weitreichenden, radikal antimonarchistischen Vorstellungen in der Minderheit. Die Mehrheit der bürgerlich-liberalen Abgeordneten der Revolution, die zumeist aus dem Großbürgertum kamen, favorisierte eine konstitutionelle Monarchie unter einem Erbkaisertum, in dem liberale Reformen möglich werden sollten.
Hecker und Struve hatten am Frankfurter Vorparlament vom 31. März bis zum 4. April 1848 teilgenommen. In Frankfurt hatten sie jedoch eine vollständige persönliche und sachliche Niederlage erlitten. Beiden gelang es nicht, in den Fünfzigerausschuss gewählt zu werden, der die Zeit bis zur Bildung eines ordentlichen Nationalparlaments überbrücken sollte. Auch ihre politischen Vorstellungen waren nicht auf Resonanz gestoßen. Enttäuscht beschloss Hecker daher, die Revolution zunächst in seiner Heimat Baden voranzubringen.

## Vorbereitung

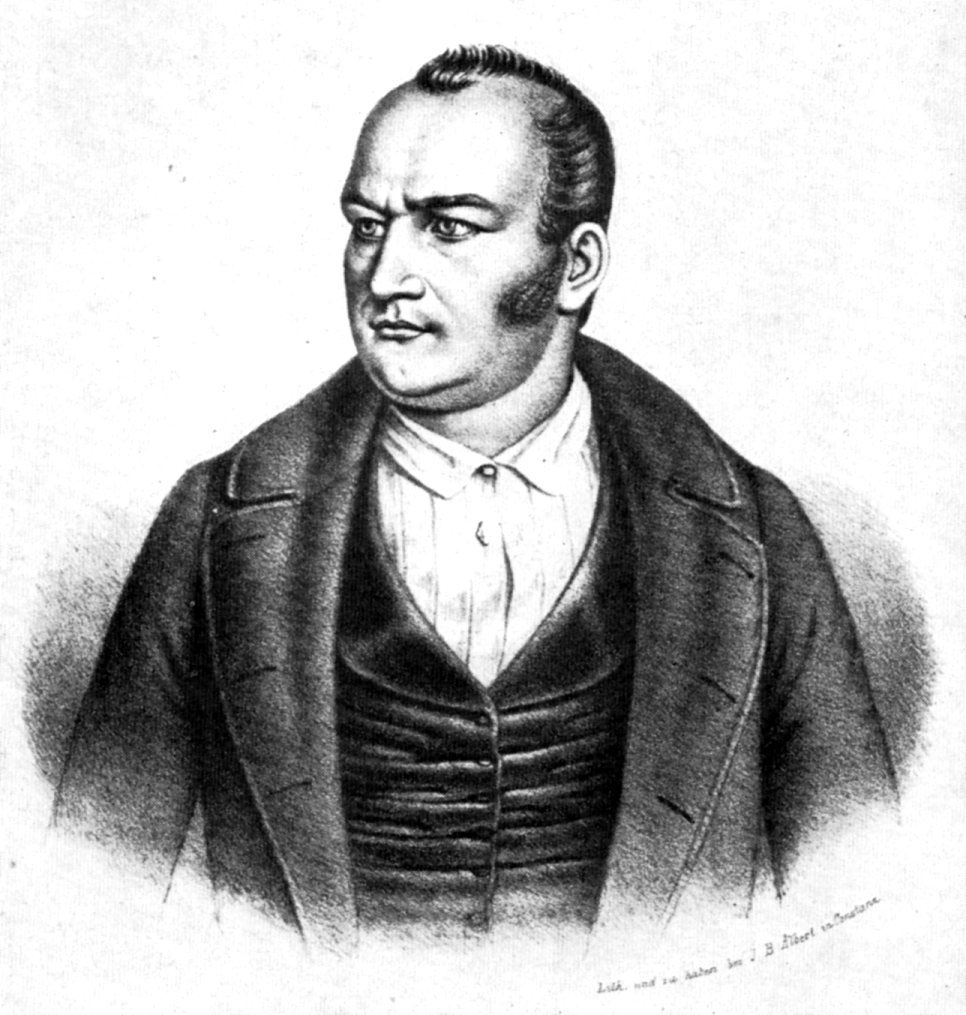
Joseph Fickler (1808–1865), radikaldemokratischer Publizist

Die südbadische Bodenseestadt Konstanz erschien Hecker als Ausgangspunkt geeignet. Die Hauptstadt des Seekreises galt liberalen Ideen gegenüber als besonders aufgeschlossen; Hecker erwartete, in der Stadt und im Umland zahlreiche Unterstützer zu finden. Verschiedene Kreise freisinniger, liberaler und republikanisch gesinnter Bürger hatten sich in Konstanz bereits in den 1830er Jahren herausgebildet. Als örtlicher Agitator wirkte im Vormärz Joseph Fickler, Herausgeber und Redakteur der Seeblätter, einer radikal demokratischen Zeitung. Unter Ficklers Leitung gründete sich am 31. März ein Turnverein mit 40 Mitgliedern mit dem Ziel, „ein bewaffnetes, aber freies Korps [zu] bilden“; kurz darauf wurde ein national-liberaler Arbeiterverein gegründet. Ficklers Verhaftung am 8. April 1848 gab Hecker den endgültigen Anstoß, nach Konstanz zu ziehen.
Tatsächlich herrschte im Frühjahr 1848 in der Konstanzer Bürgerschaft bereits eine diffuse republikanische, aber vor allem militante Stimmung. Seit dem 5. März 1848 gab es ein permanentes Komitee der Bürger, einberufen von einer Volksversammlung, das die Bürgerschaft auf den vorparlamentarischen Versammlungen in Offenburg politisch vertreten sollte. Die Lage in der Stadt war angespannt. Auf das – unrichtige – Gerücht hin, mehrere Zehntausend bewaffnete und unbewaffnete Franzosen seien bei Offenburg über die Grenze gekommen und zögen brandschatzend durch das Land, fand am 26. März in der Stadt gar eine allgemeine Volksbewaffnung statt. Franz Sigel, ein ehemaliger Offizier, bildete in der quasi-militarisierten Stadt im Auftrag von Bürgermeister Karl Hüetlin eine Bürgerwehr von 400 Mann. Auf sie stützten sich die Hoffnungen Heckers und Struves.
Hecker traf am Abend des 11. Aprils in Konstanz ein. Um einer Verhaftung zu entgehen, war er über Frankreich und die Schweiz gereist. Gemeinsam mit Franz Sigel und den ebenfalls angereisten Gustav Struve und Theodor Mögling plante er das weitere Vorgehen: Vier Marschzüge sollten in einem Sternmarsch nach Karlsruhe ziehen; einer von Konstanz, zwei auf verschiedenen Routen von Donaueschingen und ein vierter von Waldshut über St. Blasien durch den Hochschwarzwald. Man hoffte auf einen Lawineneffekt: Den Zügen sollten sich unterwegs mehr und mehr badische Bürger anschließen, so dass der badische Staat schließlich wie ein Kartenhaus zusammenfallen sollte.

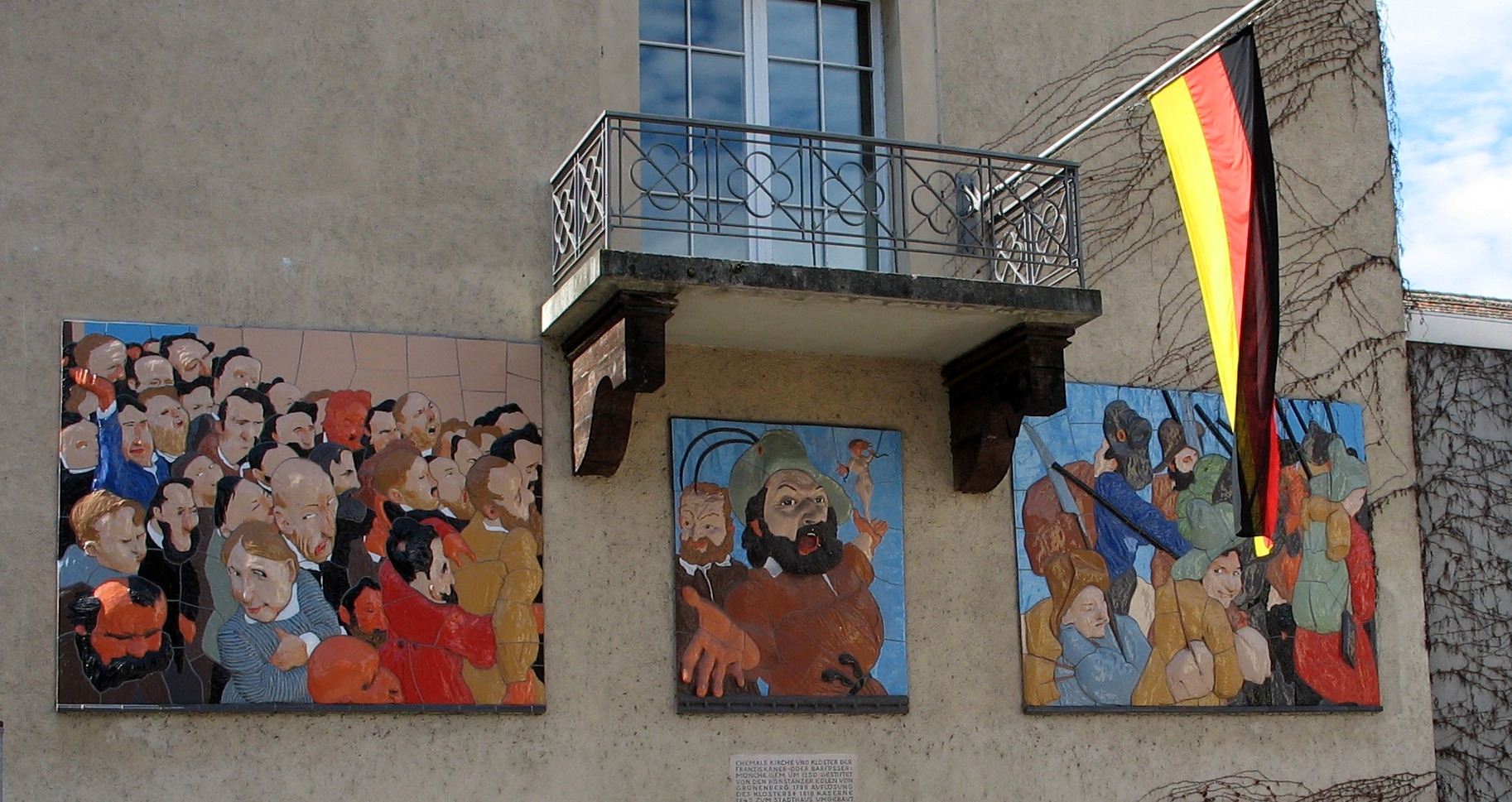
Von diesem Balkon am Konstanzer Stadthaus soll Hecker die Republik ausgerufen haben – das Ereignis ist jedoch nicht durch zeitgenössische Quellen belegt.

Die Konstanzer Republikaner lehnten Heckers Plan jedoch als unrealistisch und zu gefährlich ab. Die Truppen des Deutschen Bundes seien bereits überall stationiert, das Unternehmen sei schlecht vorbereitet. Einen bewaffneten Aufstand wollten sie nicht unterstützen; man habe sich nur bewaffnet, um sich gegen Feinde von außen zu schützen. Hecker drängte auf eine Volksversammlung, da er hoffte, beim Volk mehr Zustimmung zu finden. Die Volksversammlung fand am 12. April nachmittags gegen fünf Uhr im Stadthaus statt. Dort erklärte Hecker seine politische Haltung und rief zur Teilnahme an seinem Vorhaben auf. Er und seine Begleiter fanden jedoch nicht die erwartete begeisterte Aufnahme. In der tumultartigen Atmosphäre wurden Hecker Drohungen und Anfeindungen entgegengebracht. Zwar stieß er auf eine aus seiner Sicht republikanisch gesinnte Mehrheit, doch wollte sich weder das Komitee der Bürger, noch die Volksversammlung, noch die Bürgerwehr spontan seinem Revolutionszug anschließen.
Bereits kurz darauf bildete sich der Mythos heraus, Hecker habe an diesem Abend vom Balkon des Stadthauses vor einer begeisterten Menge die Republik ausgerufen. Keine der drei berichtenden Zeitungen, auch nicht die linksgerichteten Seeblätter, erwähnt jedoch ein solches Ereignis; eine tatsächliche Proklamation hätte mit Sicherheit ihren Niederschlag in der Presse gefunden. Im Rahmen der Geschehnisse dieses Abends erscheint es zudem unwahrscheinlich, dass es sich dabei um mehr als nur ein Gerücht handelte. Dennoch hielt sich dieser Mythos lange Zeit sehr hartnäckig, da er sich auch für die nachrevolutionäre republikanische Propaganda nutzen ließ.

## Der Heckerzug
Heckerzug (13. bis 27. April 1848):
Scheideck – Günterstal – Freiburg – Dossenbach
Struve-Putsch (21. bis 25. September 1848):    
Staufen
Badischer Militäraufstand (9. Mai bis 23. Juli 1849):
Heppenheim – Weinheim – Wald-Michelbach – Ludwigshafen – Käfertal – Ladenburg I – Hirschhorn – Waghäusel – Ladenburg II – Sinsheim – Ubstadt – Durlach – Murglinie – Gernsbach – Rastatt

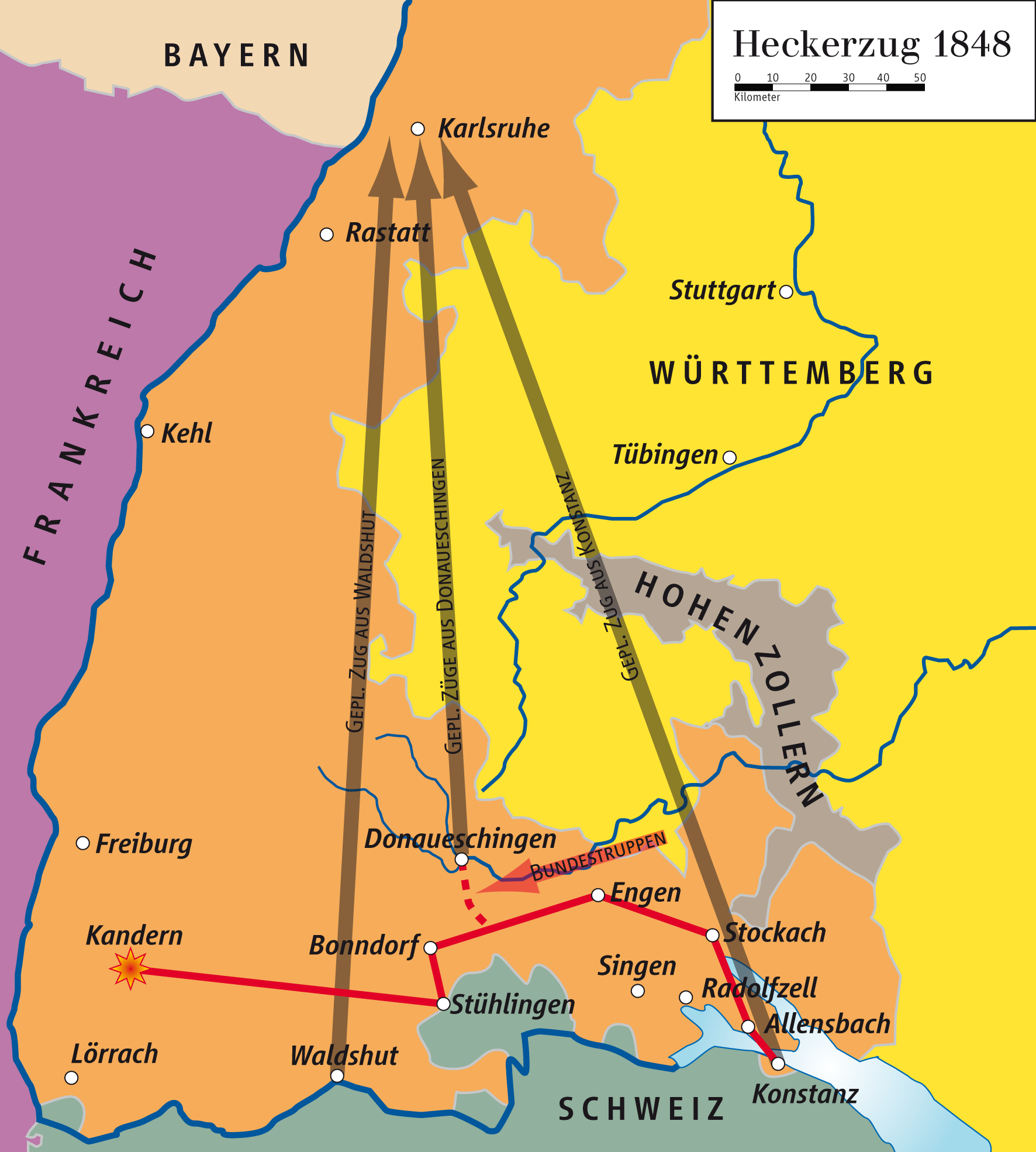
Route des „Heckerzuges“ in Süd-Baden

Das Ziel des Heckerzuges, der am Tag nach der Volksversammlung von Konstanz aus aufbrach, war es, in Richtung Rheinebene vorzustoßen, um sich dort mit einer anderen republikanischen Freischar zu vereinigen, der aus Frankreich anrückenden etwa 900 Mann starken Deutschen Demokratischen Legion unter dem Dichter Georg Herwegh. Mit ihr zusammen wollte man die badische Hauptstadt Karlsruhe einnehmen, den Großherzog entmachten und von dort aus eine deutsche Republik durchsetzen.
Der erste Tag des Heckerzugs, Donnerstag, der 13. April 1848, war ein Desaster. Noch am Abend der Volksversammlung, bei der Hecker auf heftige Ablehnung gestoßen war, hatte Franz Sigel seine Bürgerwehr zur Teilnahme an dem revolutionären Zug abkommandiert; dies wurde jedoch von Bürgermeister Karl Hüetlin unterbunden. Zwar versammelten sich am folgenden Morgen tatsächlich 150 Mann auf der Markstätte, doch angesichts des regnerischen Wetters und der strategischen Aussichtslosigkeit des Unterfangens schlossen sich schließlich nur zwischen 30 und 50 Mann an. Mit Hecker, Sigel und Mögling zogen sie gegen acht Uhr aus der Stadt – die Zahl der neugierigen Zuschauer soll deutlich größer gewesen sein als die der Teilnehmer. Hecker, „Chef der Insurrektion und Oberkommandant“ (Sigel), trug seine Revolutionsuniform, in der er wie ein romantischer Räuberhäuptling gewirkt haben muss: blaue Bluse, Säbel und Pistole am Gürtel und den markanten, breitkrempigen „Heckerhut“. Eine Zeitung berichtete über den ersten Tag:

„Konstanz, 13. April. Heute Morgen gegen 8 Uhr rückte Hecker in Begleitung von etwa 40 Bewaffneten, meistens dem ersten Zuge hiesiger Volksmiliz angehörig, unter Trommelschlag von hier nach Stockach aus, um, wie es heißt, mit den Ueberlingern und andern von Struve revolutionirten Banden zusammenzustoßen. Keiner der Offiziere noch Unteroffziere hat sich diesem unsinnigen, widerrechtlichen und tollkühnen Unternehmen angeschlossen. Im nächsten Dorfe, in Wollmatingen angekommen, habe Hecker eine Anrede an das Volk gehalten und zur Theilnahme aufgefordert, allein man habe ihn bedeutet, daß die Feldarbeiten jetzt Derartiges nicht erlaubten und daß es auf eine Handvoll Wollmatinger nicht ankommen würde. Der Zug setzte hierauf seinen Marsch weiter fort.“

Der erhoffte geschlossene Zulauf des Landvolks blieb aus. Während Hecker über Allensbach, Radolfzell, Stockach und Engen nach Nordwesten zog, schlossen sich vereinzelte Freischaren der Ortschaften an, so dass der Zug langsam anwuchs. In einigen wenigen Orten wie Singen am Hohentwiel trat die gesamte Bürgerwehr bei. Auch in Konstanz fanden sich schließlich noch Unterstützer: Am ersten Tag nach dem Aufbruch, dem 14. April, versammelte sich eine größere Schar von Heckeranhängern, um dem Zug nachzufolgen. Es kam zu einer bewaffneten Konfrontation vor der Stadtkanzlei, die beinahe in einen kleinen Bürgerkrieg ausgeartet wäre. Es kursierte das (falsche) Gerücht, Tausende von Bauern hätten sich Hecker angeschlossen. Am Samstag, dem 15. April, zogen wiederum zwischen 150 und 250 Freiwillige mit zwei Kanonen von Konstanz aus hinterher, angeblich begleitet von „jubelnden Volksmassen“. Am 16. April forderte der Wollmatinger Bürgermeister Thomas Sättele seinen Allensbacher Kollegen auf, alle Ortsverbände des Amtsbezirks aufzufordern, mit sämtlichen wehrfähigen Männern und allen verfügbaren Waffen am 17. April 1848 nach Hegne zu kommen.

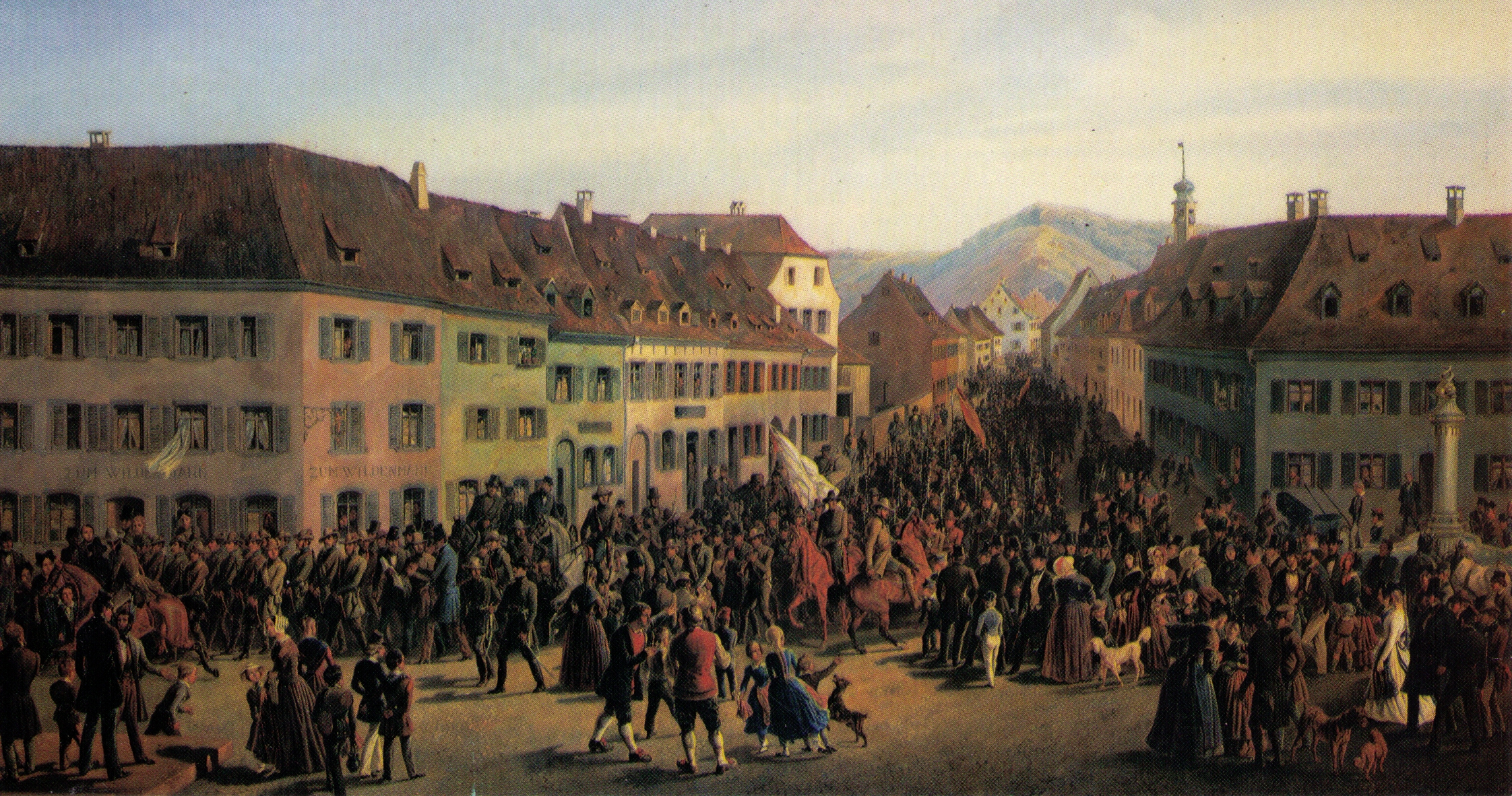
Einzug einer Freischärlerkolonne unter Gustav Struve in Lörrach am 20. April 1848 auf dem Weg zur Unterstützung des Heckerzugs beim Gefecht von Kandern. (Ölgemälde von Friedrich Kaiser)

Binnen weniger Tage wurde der Aufstand niedergeschlagen. Bereits am 14. April setzten sich militärische Einheiten im Auftrag des Deutschen Bundes unter dem Befehl von General Friedrich von Gagern dem Heckerzug auf die Fersen. Am Sonntag, dem 16. April musste Hecker, ohne Donaueschingen erreicht zu haben, nach Süden in Richtung Stühlingen und Bonndorf ausweichen, um einen Zusammenstoß mit den württembergischen Truppen zu vermeiden. Damit war er vom Unterrheinkreis abgeschnitten; Mannheim, Heidelberg und Karlsruhe waren nun unerreichbar. Das Militär drängte seinen Zug immer weiter nach Südwesten. Bei Kandern, in der äußersten Südwestecke des Landes, sah sich Hecker gezwungen, sich zu stellen. Am 20. April kam es zum Gefecht auf der Scheideck. Etwa 800 Heckeranhänger standen rund 2000 hessischen und badischen Soldaten gegenüber. Die Truppen des Bundes waren nicht nur in der Übermacht, sondern auch besser bewaffnet und ausgebildet. Es gab Tote auf beiden Seiten. General von Gagern gehörte zu den ersten Opfern des Gefechts, doch wurden die Freischärler in die Flucht geschlagen. Hecker und Struve selbst konnten fliehen und setzten sich in die nahe Schweiz ab.

## Nach der Niederlage
Es dauerte einige Tage, bis sich die Nachricht von Heckers Niederlage verbreitet hatte. Währenddessen brachen immer noch Gruppen von Freischärlern auf, um sich dem Zug anzuschließen. Obwohl sie über die Niederlage des Heckerzuges informiert waren, beschloss am 23. April 1848 eine Volksversammlung in Freiburg im Breisgau den bewaffneten Widerstand gegen die etwa 3000 eingetroffenen Soldaten; der Aufstand wurde jedoch am 23. April (Gefecht bei Günterstal) und 24. April (Sturm auf Freiburg) blutig niedergeschlagen. Da in den Tälern die Regierungstruppen auf die Freischärler warteten, bezogen sie in den Bergdörfern Vogelbach und Marzell ein Nachtquartier. Am nächsten Tag erklommen die schlecht gerüsteten Aufständler den Sirnitzpass und stiegen nach Mulden hinab, was heute ein Ortsteil von Münstertal/Schwarzwald ist.
Am 26. April kam es bei der Rheinbrücke in Mannheim zu einem kurzen Feuergefecht zwischen Freikorps und Bürgerwehr einerseits und Truppen aus Bayern und Nassau andererseits, wobei vier Mannheimer und vier Militärs verwundet wurden.
Eine Woche nach dem Gefecht bei Kandern (Gefecht auf der Scheideck), am 27. April 1848, wurde schließlich auch Herweghs Gruppe bei Dossenbach geschlagen. Seine 650 Männer hatten erst am 23. April den Rhein überquert – zu spät, um Hecker zu Hilfe zu kommen.
Im französischen Hüningen hatten sich seit dem 20. April deutsche Handwerksgesellen gesammelt, die dann durch Nachzügler der Deutschen Demokratischen Legion und versprengte Freischärler der bisherigen Gefechte verstärkt wurden. Am 25. April stieß eine Gruppe auf deutsches Gebiet vor und setzte sich unter Führung von August Willich auf der sogenannten Schusterinsel bei Weil fest. Am 27. April – nach Bekanntwerden der Niederlage Herweghs – zogen sich diese Freischärler jedoch wieder nach Frankreich zurück.
Bereits am 25. April waren bayerische Soldaten in Konstanz eingerückt; See- und Oberrheinkreis befanden sich im Kriegszustand. Einige Revolutionsteilnehmer wurden verhaftet. Die Stadt blieb bis zum März des Jahres 1849 besetzt.
Der erste größere republikanische Aufstand der Badischen Revolution war damit gescheitert. Das Gerücht, Hecker plane von der Schweiz aus einen weiteren Aufstand, hielt sich noch über Monate. Hecker jedoch, der kaum noch Hoffnungen in die badische Revolution setzen mochte, reiste über Frankreich in die USA, um sich dort niederzulassen und nur kurz noch einmal zurückzukehren, als im Mai 1849 die Revolution noch einmal aufflammte. Gustav Struve blieb in der Region und versuchte im September 1848 in Lörrach mit dem sogenannten Struve-Putsch einen weiteren Aufstand, der ebenfalls scheiterte. Georg Herwegh, der ebenfalls in die Schweiz geflohen war, beteiligte sich nicht mehr an den badischen Aufständen. Neben Struve, der 1849 aus der Haft befreit wurde, beteiligte sich Franz Sigel, der ehemalige Militär, noch an den Maiaufständen 1849. Sigel wurde im Juni 1849 Kriegsminister der kurzlebigen badischen Republik. Mit der Einnahme Rastatts durch preußische Truppen am 23. Juli 1849 war die provisorische Republik und damit auch die Revolution beendet.

## Zusammensetzung des Heckerzugs
Am ersten Tag beteiligten sich zwischen 30 und 50 Männer am Heckerzug. Rund 120 bis 250 folgten von Konstanz aus am zweiten und dritten Tag. Eine Woche nach dem Aufbruch, bei der „Schlacht bei Kandern“, sollen zwischen 800 und 1.200 Mann am Heckerzug beteiligt gewesen sein. Neben der Konstanzer Gruppe kamen die meisten aus Ortschaften, durch die Hecker und Struve zogen oder an denen sie vorbeikamen. Viele entschlossen sich spontan, am Heckerzug teilzunehmen – meist Gruppen einer Handvoll Männer oder örtliche Bürgerwehren. Belegt sind Teilnehmer aus Dettighofen, Stockach, Singen am Hohentwiel, Emmingen ab Egg, Liptingen, Immendingen, Freiburg im Breisgau, Möhringen, Grimmelshofen, Geisingen, Bärental, Falkau, Gurtweil, Tiengen, Utzenfeld. Auch nach der Niederschlagung des Zuges gab es vereinzelt noch Beschlüsse sich anzuschließen, sei es aus Fehlinformation oder um gegen die Besetzung des Landes zu protestieren.
Etwa 60 Prozent der Teilnehmer des Heckerzugs waren Handwerker (22,5 % Meister und 35 % Gesellen). Viele davon waren verarmt, da sich ihre soziale Situation vor allem in der Hungersnot von 1846/47 verschlechtert hatte. Viele Gesellen fanden keine Arbeit und hatten kaum Hoffnung, selbst Meister werden zu können. Auch Handwerker mit Meistertitel hatten in den Jahren davor kaum die Möglichkeit gehabt, mehr als ein notwendiges Einkommen zu erreichen. Aber auch verschuldete Fabrikanten fanden sich unter den Teilnehmern, ebenso Freiburger Studenten.